# Мальмір (дегестан)
Мальмір (перс. مالمیر) — дегестан в Ірані, у бахші Сарбанд, в шагрестані Шазанд остану Марказі. За даними перепису 2006 року, його населення становило 4021 особу, які проживали у складі 1091 сімей.

## Населені пункти
До складу дегестану входять такі населені пункти:
- Аб-Бахшан
- Ака-Джаканді
- Ак-Болак-е Могаммад-Госейн-Хан
- Бон-е Гонбад
- Бордж-е Аббас-Хан
- Гаджі-Бейґ
- Гашіян
- Ґоль-е Зард-е Абді
- Дег-е Абдолла
- Дег-е Алі-Морад
- Дег-е Алі-Хан
- Дег-е Мовла
- Дег-е Хода-Карам
- Заге-є Акбарабад
- Кара-Даш
- Мальмір
- Ніяраге
- Таван-Дашт-е Олія
- Таван-Дашт-е Софла
- Тальхестан
- Таппе
- Халадж-е Мальмір
- Хошкедар-е Мальмір